# Cerrito (Santander)
Pour les articles homonymes, voir Cerrito.
Cerrito est une municipalité située dans le département de Santander en Colombie.